# آرتو روتانن
آرتو روتانن (فنلاندی: Arto Ruotanen؛ زادهٔ ۱۱ آوریل ۱۹۶۵) بازیکن هاکی روی یخ اهل فنلاند بود.